# Devon (circonscription du Parlement européen)
Pour les articles homonymes, voir Devon.
Devon était une circonscription du Parlement européen couvrant tout le Devon en Angleterre, à l'exception de la city de Plymouth. 
Avant l’adoption uniforme de la représentation proportionnelle en 1999, le Royaume-Uni utilisait le système uninominal à un tour pour les élections européennes en Angleterre, en Écosse et au pays de Galles. Les conscriptions du Parlement européen utilisées dans ce système étaient plus petites que les circonscriptions régionales les plus récentes et ne comptaient chacune qu'un seul membre au Parlement européen.

## Limites
Lorsqu'il a été créé en Angleterre en 1979, il se composait des circonscriptions du Parlement de Westminster de Devon North, Devon West, Exeter, Honiton, Tiverton, Torbay et Totnes. En 1984, Totnes a été remplacé par South Hams et Teignbridge, tandis que Devon West a été remplacé par Devon West and Torridge. Au cours des quinze années d'existence de la circonscription du Parlement européen du Devon, elle était représentée par Lord O'Hagan jusqu'à sa démission en 1994.
La circonscription a été remplacée par le Devon and East Plymouth et des parties du Dorset and East Devon et Somerset and North Devon en 1994. Le siège est devenu une partie de la circonscription beaucoup plus grande de l'Angleterre du Sud-Ouest en 1999.

## Membre du Parlement européen
| Élection | Élection | Membre                                                                                      | Parti                                                                                       |
| -------- | -------- | ------------------------------------------------------------------------------------------- | ------------------------------------------------------------------------------------------- |
|          | 1979     | Lord O'Hagan                                                                                | Conservateur                                                                                |
| 1994     | 1994     | Devon and East Plymouth, Dorset and East Devon et Somerset and North Devon à partir de 1994 | Devon and East Plymouth, Dorset and East Devon et Somerset and North Devon à partir de 1994 |

## Résultats des élections
Les candidats élus sont indiqués en gras.
| Parti         | Parti                                  | Candidat       | Voix    | %    | ± |
| ------------- | -------------------------------------- | -------------- | ------- | ---- | - |
|               | Conservateur                           | Lord O'Hagan   | 127,032 | 61,8 | ' |
|               | Liberal                                | Ted Pinney     | 41,010  | 20,0 |   |
|               | Travailliste                           | R. C. J. Scott | 37,380  | 18,2 |   |
| Majorité      | Majorité                               | Majorité       | 86,022  | 41,8 |   |
| Participation | Participation                          | Participation  | 205,422 | 38,5 |   |
|               | Conservateur vainqueur (nouveau siège) |                |         |      |   |

| Parti         | Parti                | Candidat             | Voix    | %    | ±     |
| ------------- | -------------------- | -------------------- | ------- | ---- | ----- |
|               | Conservateur         | Lord O'Hagan         | 110,129 | 54,7 | -7.1  |
|               | Liberal              | Peter Driver         | 53,519  | 26,6 | +6.6  |
|               | Travailliste         | David Gorbutt        | 30,017  | 14,9 | -3.3  |
|               | Ecologie             | Peter Christie       | 6,919   | 3,5  | New   |
|               | Wessex Regionalist   | Henrietta E. Rous    | 659     | 0,3  | New   |
| Majorité      | Majorité             | Majorité             | 56,620  | 28,1 | -13.7 |
| Participation | Participation        | Participation        | 201,243 | 35,9 | -2.6  |
|               | Conservateur retenir | Conservateur retenir | Swing   |      |       |

| Parti         | Parti                | Candidat             | Voix    | %    | ±     |
| ------------- | -------------------- | -------------------- | ------- | ---- | ----- |
|               | Conservateur         | Lord O'Hagan         | 110,518 | 46,4 | -8.3  |
|               | Green                | Peter Christie       | 53,220  | 22,3 | +18.8 |
|               | Travailliste         | Walter Cairns        | 40,675  | 17,1 | +2.2  |
|               | SLD                  | Mike Edmunds         | 23,306  | 9,8  | -16.8 |
|               | Monster Raving Loony | Stuart Hughes        | 2,241   | 0,9  | New   |
|               | Wessex Regionalist   | Henrietta E. Rous    | 385     | 0,2  | -0.1  |
| Majorité      | Majorité             | Majorité             | 57,298  | 24,1 | -4.0  |
| Participation | Participation        | Participation        | 230,345 | 39,9 | +4.0  |
|               | Conservateur retenir | Conservateur retenir | Swing   |      |       |